# El Chispeadero
El Chispeadero är en ort i Mexiko.   Den ligger i kommunen Tepatitlán de Morelos och delstaten Jalisco, i den centrala delen av landet, 400 km väster om huvudstaden Mexico City. El Chispeadero ligger 1 795 meter över havet och antalet invånare är 380.
Terrängen runt El Chispeadero är huvudsakligen platt, men åt sydost är den kuperad. Runt El Chispeadero är det ganska tätbefolkat, med 86 invånare per kvadratkilometer. Närmaste större samhälle är Tepatitlán de Morelos, 6,4 km nordost om El Chispeadero. I omgivningarna runt El Chispeadero växer huvudsakligen savannskog.